# Ярига
Яри́га або яри́за (через тюркське посередництво від монг. jargu) — представник однієї з категорій населення, які виконували деякі повинності в Московському царстві в XVI—XVIII століть — ярижних людей.
- Суднові ярижні люди — чорнороби, вантажники, бурлаки, веслярі на річкових і морських суднах. Набиралися з холопів, втікачів і збіднілих селян і посадських людей.
- Ямські ярижні люди — погоничі та вантажники на ямських підводах. Набиралися з холопів, втікачів і збіднілих селян і посадських людей.
- Земські ярижні люди — нижчі служителі в приказах, насамперед, нижчі служителі поліції, що використовувалися для розсилки і виконання наказів. Набиралися за розпорядженням влади з волосних жителів, на службу прямували громадою.

У повсякденній мові слово «ярига» також значення п'яниця, гультяй, безпутна людина.
Від слова «Ярига» походить прізвище Яригін (прізвисько за професією батька), а також Наришкін.